# Mesophlebion motleyanum
Mesophlebion motleyanum är en kärrbräkenväxtart som först beskrevs av William Jackson Hooker och Bak., och fick sitt nu gällande namn av Holtt. Mesophlebion motleyanum ingår i släktet Mesophlebion och familjen Thelypteridaceae. Inga underarter finns listade.